# Hans Schröder (Politiker, 1902)
Hans Schröder (* 24. Februar 1902 in Kiel; † 22. November 1971 ebenda) war ein deutscher Politiker (SPD).
Schröder besuchte die Volksschule und die Berufsschule sowie Volkshochschulkurse an der Akademie der Arbeit in Frankfurt (Main). Er war von Beruf Schiffbauer, Jugendleiter, Werkmeister, Parteisekretär, Referent im Ministerium für Arbeit, Soziales und Vertriebene sowie Regierungsrat und Regierungsgewerberat.
1919 wurde Schröder Mitglied der Sozialistischen Arbeiterjugend, wo er später zum Vorsitzenden in Kiel ernannt wurde. Er war Mitglied der Jungsozialisten, später Vorsitzender in Kiel und Schleswig-Holstein. Danach war er Vorsitzender des SPD-Kreisvereins Kiel, Ratsherr der Stadt Kiel und von 1958 bis 1962 Mitglied des Landtags Schleswig-Holstein. Ferner hatte Schröder verschiedene Ehrenämter in den Gewerkschaften inne und wurde politisch verfolgt.